# Hiletus
Hiletus is een geslacht van kevers uit de familie van de loopkevers (Carabidae). De wetenschappelijke naam van het geslacht is voor het eerst geldig gepubliceerd in 1847 door Schiodte.

## Soorten
Het geslacht Hiletus omvat de volgende soorten:
- Hiletus alluaudi Jeannel, 1938
- Hiletus fossulatus Jeannel, 1938
- Hiletus jeanneli Negre, 1966
- Hiletus katanganus Basilewsky, 1948
- Hiletus nimba Erwin & Stork, 1985
- Hiletus versutus Schiodte, 1847